# Mika Kawamura
Mika Kawamura (jap. 川村 美香 Kawamura Mika; ur. 5 sierpnia 1973 w prefekturze Aichi w Japonii) – japońska mangaka, najbardziej znana z serii Daa! Daa! Daa! .

## Twórczość
- Daa! Daa! Daa! (だぁ！だぁ！だぁ！) (znane również jako UFO Baby)
- Shin Daa! Daa! Daa! (新☆だぁ！だぁ！だぁ！)
- Happy Ice Cream! (ハッピー アイスクリーム！)
- Awasete Ippon (あわせて いつぽん)
- Taiho Shite Mi~na! (タイホしてみーな)
- Panic x Panic (ぱにっく×ぱにっく)
- Momo ni Kiss! (挑にキッス！)
- Kyounin Komusume (杏仁小娘)